# Pla del Bon Aire – el Garrot
Pla del Bon Aire – el Garrot (de vegades anomenat també Pla del Garrot o, simplement, Pla del Bon Aire residencial) és una urbanització de Terrassa, aproximadament a un quilòmetre al nord del nucli urbà, què perteneix al districte 5 o del Nord-oest. És limitada pel terme municipal de Matadepera al nord, els plans de Can Roca al sud, la riera de les Arenes a l'est i la de Can Bogunyà a l'oest. És a la confluència entre la carretera de Matadepera (BV-1275) i la de Talamanca (BV-1221) i els camins de Can Carbonell i Can Pi, que en conformen els eixos principals. Forma part del Parc Agroforestal de Terrassa.
Segons el cens del 2021, hi residien 127 persones en una extensió de 0,33 km². De tots els barris referenciats al cens (ja que d'alguns com Vista Alegre, la Font de l'Espardenyera o els Caus – els Pinetons no en consten els habitants), aquest és el menys poblat.
El nom d'aquest barri disseminat, separat de la trama urbana de la ciutat, prové de la situació geogràfica, al pla del Garrot, que és com s'ha anomenat tradicionalment. L'afegitó del Pla del Bon Aire es refereix a la denominació de tot aquest sector del nord de la ciutat, que ha donat nom també al polígon d'habitatges situat més al sud, el qual en realitat està situat geogràficament al pla de Can Roca.
Aquest nucli és migpartit per la carretera de Matadepera i el naixement del torrent de Vallparadís i té una xarxa viària molt limitada, de vegades sense asfaltar i tot. És una antiga àrea rural i encara hi queden uns masos (Ca l'Escaiol, Can Pi, Cal Torredemer). A la part oriental, al carrer de Jacint Badiella, s'hi aixeca la capella de Sant Jaume del Pla del Bon Aire, que depèn de la parròquia de Sant Pau, al barri de Sant Pere Nord. Vora l'església hi ha les instal·lacions esportives del Club Egara, que inclouen camps d'hoquei sobre herba, pistes de tennis i pàdel, la secció d'hípica, una piscina, etc.